# C'est dur pour tout le monde
Pour plus de détails, voir Fiche technique et Distribution.
C'est dur pour tout le monde est un film français de Christian Gion réalisé en 1975.

## Synopsis
D'un côté Dan Letellier, jeune chômeur prêt à tout pour obtenir un job. De l'autre Paul Tardel, PDG d'une agence de publicité. Leur rencontre, et l'audace du jeune homme, vont provoquer pour les deux hommes, et pour le métier, de grands changements. D'abord collaborateurs, le licenciement de Letellier par Tardel va pousser le jeune loup à créer sa propre agence, et à faire concurrence à son ancien patron, au moyen d'une idée inhabituelle dans le monde de la publicité: comparer les produits et ne promouvoir que ceux qui le méritent, en somme, dire la vérité sur les produits à faire vendre…

## Fiche technique
- Réalisation : Christian Gion, assisté de Catherine Zins
- Scénario : Christian Gion et Jean-Louis Richard
- Musique : Éric Demarsan
- Son : Harald Maury
- Directeur de production : Jérôme Kanapa
- Année : 1975
- Pays :  France
- Genre : comédie
- Durée : 1h28
- Date de sortie :
  - France : 18 juin 1975

## Distribution
- Francis Perrin : Dan Letellier
- Bernard Blier : Paul Tardel
- Claude Piéplu : Marcel
- Caroline Cartier : Toby
- Nicole Rougé : Carole
- Bernard Le Coq : Laurent
- Maurice Travail : Edmond
- Philippe Gasté : Étienne
- Philippe Brizard : Berthier
- Hubert Deschamps : Martin, chauffeur de Tardel
- Robert Castel : monsieur Gilles, le client de Lourdes
- Philippe Castelli : client For Ever 1
- Robert Nogaret : client For Ever 2
- Louis Navarre : acteur de la pub For Ever
- Serge Frédéric : l'ami qui déjeune avec Dan
- Bernard Musson : le maître d'hôtel
- Jeanne Herviale : la concierge
- Marcel Gassouk : un automobiliste
- Muriel Huster
- Jean-Claude Castelli